# المادة 301 (قانون العقوبات التركي)

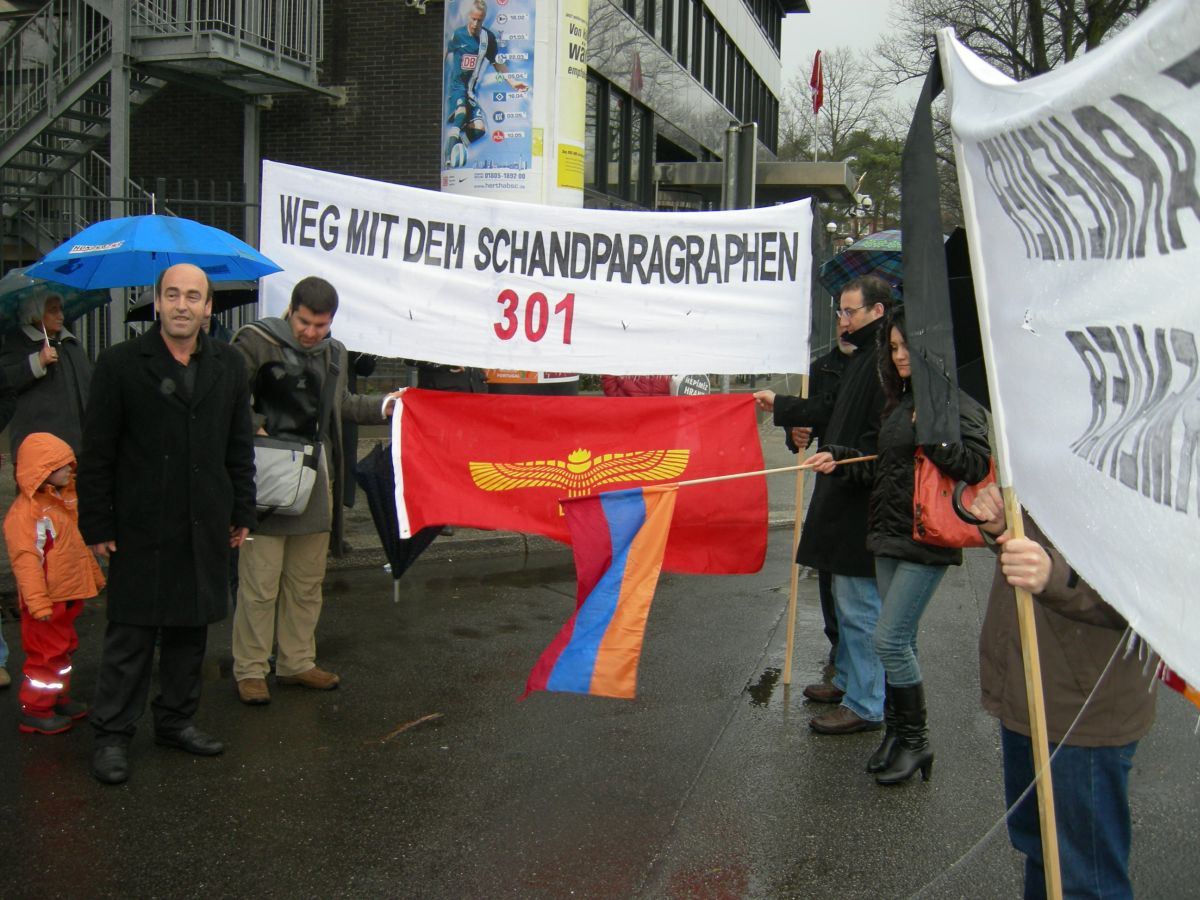
تظاهرة لسريان وأرمن أمام مقر السفارة التركية في برلين احتجاجا على الفقرة 301.

المادة 301 من قانون العقوبات التركي أو قانون إهانة الهوية التركية، هي مادة مثيرة للجدل في القانون التركي تجرم إهانة تركيا والقومية التركية ومؤسسات الحكومة التركية. تم تبني هذه المادة في 1 حزيران 2005. وكانت الفقرة الأصلية تنص على تجريم إهانة «الهوية التركية» أو «المشاعر التركية» غير أن تعديلا في 30 نيسان 2008 غير هذه الجملة إلى «الشعب التركي» على أساس أن هذا سيمنع استعمال هذا القانون لأغراض لم يسن من أجلها.
تم رفع 60 دعوى قضائية بموجب هذا القانون منذ تبنيه، وحاز بعضها على اهتمام محلي ودولي واسع. ويعتبر «كمال كرنجز» رئيس نقابة المحاميين الأتراك مسؤولا عن رفع معظم هذه الدعاوى.

## أهم القضايا
كان الصحفي الأرمني التركي هرانت دينك أول من تمت ادانته بموجب هذا القرار حيث حصل على ستة أشهر حبس مع وقف التنفيذ. ما أدى إلى حنق القوميين الأتراك عليه واغتياله. وقد علق ألقى الكاتب التركي أورهان باموك اللوم على هذه المادة كسبب في اغتياله حيث قال:«بشكل أو باخر، جميعنا مسؤولون عن وفاته. ولكن أول من يتحمل المسئولية هم هؤلاء الذين دافعوا عن» المادة 301«، الذين قاموا بحملة ضده، الذين صوروا أخونا هذا على أنه عدو لتركيا، الذين وشموه كهدف، هؤلاء جميعا مسؤولون عما حدث». تمت تبرئة هرات دينك لاحقا من جميع التهم التي أدين بها بعد اغتياله، وذلك في تموز 2007.
كما رفعت دعوى بموجب هذه المادة على الكاتب التركي أورهان باموك بسبب نشر مقابلة له في صحيفة «داس ماغازين» (Das Magazin) السويسرية صرح فيها أنه لا أحد في تركيا يجرؤ على الكتابة عن مقتل 30,000 كردي وأكثر من مليون أرمني. غير أن الدعوى تم اسقاطها بعد أن رفضت وزارة العدل التركية النظر فيها.
رفعت كذلك دعوى ضد خمسة صحفيين في شباط 2006 بسبب انتقادهم قرارا على منع إقامة مؤتمر في إسطنبول يتناول ضحايا الأرمن خلال الحرب العالمية الأولى. اسقطت الدعوى ضد أربعة منهم في نيسان 2006, بينما تمت تبرئة الخامس في حزيران 2006.
كما تم رفع دعاوي بموجب هذه الفقرة ضد الكاتبتين إليف شفك بسبب تطرقها إلى مذابح الأرمن في كتبها، وبريهان ماغدن بسبب كتابتها عن انتهاكات حقوق الإنسان من قبل الجيش التركي. واعتبرت المحكمة العليا أحد كتب نعوم تشومسكي مهينا للهوية التركية ما أدى إلى ملاحقة مترجمه وناشره باللغة التركية.